# Maverick Eoe

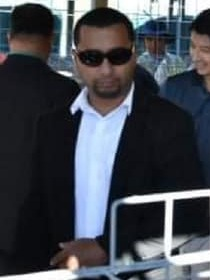
Eoe (2020)

Maverick Eoe ist ein nauruischer Politiker und ehemaliger Kraftdreikämpfer. Eoe ist seit August 2019 Abgeordneter des nauruischen Parlaments sowie Minister des Landes.

## Biographie
Eoe studierte Rechtswissenschaften an der University of the South Pacific und arbeitete zuletzt als Verteidiger beim Solicitor General of the Republic of Nauru. Er bewarb sich bei der Parlamentswahl im August 2019 im Wahlkreis Anabar erstmals um einen Sitz als Abgeordneter und erreichte mit 286,117 Stimmen (System Dowdall) den ersten Platz unter sechs Bewerbern, vor Pyon Deiye und den amtierenden Parlamentsmitgliedern Milton Dube und Aaron Cook. Wenige Tage später wurde Eoe durch Präsident Lionel Aingimea zum Minister für Justiz und Grenzkontrollen sowie für Sport berufen.
Eoe stammt aus dem Distrikt Meneng und ist seit Juni 2006 verheiratet. Bei den Ozeanienmeisterschaften der Junioren im Powerlifting (Kniebeugen, Bankdrücken und Kreuzheben) erreichte Eoe im Dezember 2006 den zweiten Platz in der Gewichtsklasse bis 60 kg. In der gleichen Gewichtsklasse gewann der Nauruer bei den Südpazifikspielen 2007 im samoanischen Apia mit einer Gesamtleistung von 500 kg hinter dem Neukaledonier Philippe La und vor dem Papua-Neuguineer Rumints Paya die Silbermedaille. Im Dezember 2014 wurde Eoe in der einlagigen Variante mit einer Gesamtleistung von 620 kg schließlich Ozeanienmeister der Gewichtsklasse bis 74 kg. Im Jahr 2019 amtierte er außerdem als Generalsekretär der Nauru Powerlifting Federation.